# Chris Nurse
Christopher Ronald Nurse (Londra, 5 luglio 1984) è un ex calciatore guyanese, di ruolo centrocampista.

## Biografia
Ha un fratello maggiore di nome Jon.

## Carriera

### Club
Dopo aver giocato nelle giovanili del Kingstonian, nel 2004 firma un contratto per gli inglesi del Sutton United. Nel 2005 si trasferisce prima all'Aldershot Town, per poi trasferirsi al Moor Green. Nel 2006 passa all'Hinckley United. Nel 2007 viene acquistato dal Tamworth. Nel 2008, dopo una breve esperienza allo Stevenage Borough, si trasferisce all'Halesowen Town. Nel 2009, dopo un breve rientro al Tamworth, viene ceduto al Rochester Rhinos, squadra statunitense. Pochi mesi dopo ritorna in Inghilterra, firmando un contratto con il Telford United. Nel 2010 torna negli Stati Uniti, firmando un contratto con il Puerto Rico Islanders. Nel 2011 viene acquistato dal Carolina RailHawks. Nel 2012 viene acquistato dal Puerto Rico Islanders. Nel 2013 passa all'Edmonton. Nel 2014 passa al Fort Lauderdale Strikers. Nel 2015 viene acquistato dal Carolina RailHawks. Nel 2016 si trasferisce al Puerto Rico.

### Nazionale
Debutta in nazionale il 7 novembre 2008, in Antigua e Barbuda-Guyana. Segna la sua prima rete con la maglia della nazionale il 7 ottobre 2011, in Barbados-Guyana.